# Der Major und das Mädchen
Der Major und das Mädchen (in Österreich: Susanne im Schlafkupee, Originaltitel The Major and the Minor) war die erste Regiearbeit Billy Wilders in Hollywood und verschaffte ihm beachtlichen Anfangserfolg als Regisseur. Der Film basiert auf dem Theaterstück Connie Goes Home von Edward Childs Carpenter, das nach einer Geschichte von Fanny Kilbourne entstand. Der Film erzählt die Geschichte einer jungen Frau (Ginger Rogers), die sich als Mädchen verkleidet, um billig an eine Zugfahrkarte zu kommen. Sie gerät an einen Major (Ray Milland), der sie für eine Minderjährige hält, sich aber dennoch in sie verliebt.

## Handlung
Susan Kathleen Applegate sucht seit einem Jahr erfolglos ihr berufliches Glück in New York City. Nachdem sie bei ihrer Anstellung als Kopfhautmasseurin von dem Kunden Mr. Osborne bedrängt wird, entschließt sie sich, mit ihrem letzten Geld wieder in ihr kleines Heimatstädtchen in der Provinz von Iowa zurückzukehren. Leider wurden zwischenzeitlich die Fahrpreise erhöht, und Susans Geld reicht nicht mehr für die Fahrkarte. Kurzerhand verkleidet sie sich als Kind, um mit der günstigeren Kinderfahrkarte zu reisen. Der Plan geht zunächst auf, doch als die misstrauischen Kontrolleure sie während der Fahrt beim Rauchen erwischen, muss sie sich verstecken. Schließlich landet sie im Abteil des Majors Philip Kirby, der ihr die Kinderrolle wie selbstverständlich abnimmt und schnell Sympathie zu dem vermeintlich kleinen Mädchen „Su-Su“ fasst. Als der Zug wegen einer Überschwemmung halten muss, fährt Kirbys Verlobte Pamela Hill mit ihrem Vater – Colonel Hill, Leiter einer Kadettenanstalt und Kirbys Vorgesetzter – kurzerhand mit dem Auto zum Zug, um ihren Verlobten von dort abzuholen. Als die Hills Susan im Zugabteil des Majors vorfinden, vermuten sie eine Affäre und reisen wutentbrannt ab.
Kirby nimmt Susan in seine Kadettenanstalt mit, um das Missverständnis aufzuklären und damit seine Beziehung und seine Karriere zu retten. Das gelingt auch. Die Hills bieten Susan für einige Tage Unterkunft an, bis sie weiter nach Iowa reisen kann. In der Kadettenanstalt verdreht sie den 300 jugendlichen Kadetten den Kopf, schließlich auch dem Major, der sich das aber gar nicht eingestehen möchte, da er ja glaubt, dass Susan erst 12 Jahre alt ist. Einzig Lucy, Pamelas kluge jüngere Schwester, durchschaut sofort Susans Maskerade, verrät sie aber nicht, da sie sich von ihr Unterstützung gegen ihre ältere Schwester erhofft. Pamela versucht, Philip an der Kadettenanstalt zu halten, obwohl dieser gerne in den aktiven Dienst treten würde. Hinter Philips Rücken sabotiert Pamela allerdings gegen seinen Traum und nutzt dazu ihre hochrangigen Verbindungen nach Washington. Lucy und Susan drehen den Spieß nun aber um. Susan kann mit ihrem Charme Wigton, den diensthabenden Funkoffizier, von seinem Arbeitsplatz weglocken. Dann ruft sie mit verstellter Stimme als Pamela bei einer Freundin in Washington an, dass diese sich bei ihrem für die Zulassung zuständigen Mann dafür einsetzen soll, dass Philip unbedingt in den aktiven Dienst kommt.
Bei einem Tanzabend bekommt Philip zu seiner Freude – und zu Pamelas Entsetzen – die Nachricht, dass er in den aktiven Dienst treten darf. Bei dem Tanzabend wird Susan von den vielen Kadetten umschwärmt, unter ihnen auch der junge Kadett Clifford Osborne. Dessen Vater, der ebenfalls beim Ball anwesend ist, war der zudringliche Masseurskunde von Susan in New York. Nach einigen Überlegungen erkennt Mr. Osborne in dem scheinbaren Kind Susan die Masseurin wieder und berichtet Pamela von dem Schwindel. Pamela droht daraufhin Susan, ihre wahre Identität zu enthüllen, einen öffentlichen Skandal zu produzieren und somit die Karriere von Philip zu zerstören – wenn Susan nicht sofort, ohne sich vom Major zu verabschieden, nach Hause fahre. Susan gehorcht und fährt zurück nach Iowa, kann dort aber nur noch an ihren geliebten Major denken. Ihr dortiger Verlobter Will verlässt sie deshalb frustriert.
Wenige Wochen nach den Ereignissen reist Major Kirby durch Susans Heimatstadt Stevenson in Iowa, er ist auf dem Weg in den aktiven Dienst an der Westküste. Kirby hat in Stevenson eine Stunde Aufenthalt und trifft erneut Susan, die sich diesmal allerdings als Susans Mutter mittleren Alters verkleidet. Susan erfährt dabei von Philip, dass Pamela ihn inzwischen für einen reichen Geschäftsmann verlassen hat. Gerade als Philip Stevenson wieder verlassen will, tritt Susan auf den Bahnsteig, diesmal in ihrer richtigen Erscheinung. Beide steigen gemeinsam in den Zug, um bei der nächsten Gelegenheit in Nevada zu heiraten.

## Hintergrund

### Vorproduktion
Billy Wilder hatte seit seiner Ankunft in Hollywood mit seinem Schreibpartner Charles Brackett zahlreiche Drehbücher geschrieben und sich oft über die in seinen Augen unzureichende Umsetzung seiner Werke geärgert. Schließlich entschied Wilder sich, selbst die Regie seiner Drehbücher zu übernehmen. Der Entschluss sei ihm gekommen, als sich Charles Boyer bei den Dreharbeiten zu Das goldene Tor (Hold Back the Dawn) weigerte, ein Zwiegespräch mit einer Kakerlake zu führen, wie Wilder es im Drehbuch vorgesehen hatte, und Regisseur Mitchell Leisen danach Wilders Proteste zurückwies. Ermöglicht wurde Wilder der Wechsel in das Regiefach durch den bei Paramount Pictures arbeitenden Produzenten Arthur Hornblow junior, der zuvor bereits einige erfolgreiche Drehbücher von Wilder und Brackett verfilm hatte. Zuvor hatte es Preston Sturges als erster Drehbuchautor geschafft, ins Regiefach zu wechseln und das strenge „Kastendenken“ des alten Hollywood zu durchbrechen. Nie wieder hat Wilder danach für andere Drehbücher geschrieben. Über spätere Adaptionen seiner Werke – beispielsweise Sabrina von Sydney Pollack – hat er sich eher despektierlich geäußert.
Der Major und das Mädchen geht auf die 1921 in der Saturday Evening Post erschienene Geschichte Sunny Goes Home von Fanny Kilbourne (1890–1961) zurück, die Edward Childs Carpenter (1872–1950) im Jahr 1923 zu dem Theaterstück Connie Goes Home weiterverarbeitet hatte. Das Theaterstück musste damals nach nur 20 Vorstellungen am Broadway schließen und war bereits in den 1940ern so gut wie vergessen, als der Paramount-Produzent Joseph Sistrom es in den Archiven fand und Wilder als vielversprechendes Filmmaterial vorlegte. Wilder und Brackett nahmen größere Änderungen an der Handlung im Vergleich zu den Werken Kilbournes und Carpenters vor. Kleine Anklänge an den Zweiten Weltkrieg, in den die USA kurz vor Beginn der Dreharbeiten eintraten, lassen sich im Film im Gegensatz zu den Vorlagen aus den 1920er-Jahren auch finden.
Billy Wilder nahm immer wieder Theaterstücke als Grundlage für seine Filme, weil sie bereits in der Struktur eine Geschichte filmisch erzählen. Oft verarbeitete er auch vermeintlich „schlüpfrige“ Inhalte, um damit dem Publikum einen Spiegel vorzuhalten. Bei Paramount war man zuvor nervös gewesen, da die Handlung voller anzüglicher Momente und möglicher Anklänge an Pädophilie war – es wurde befürchtet, dass das Hays Office unter Joseph Breen den Film zensieren könnte. Geschickt umschifft Wilder die pikanten Handlungsgrundlage, indem der etwas unbedarfte Major einfach nicht merkt, dass er sich in die vermeintlich Minderjährige Susan verliebt hat, bis er schließlich erfährt, dass sie in Wirklichkeit eine junge Frau ist.

### Dreharbeiten

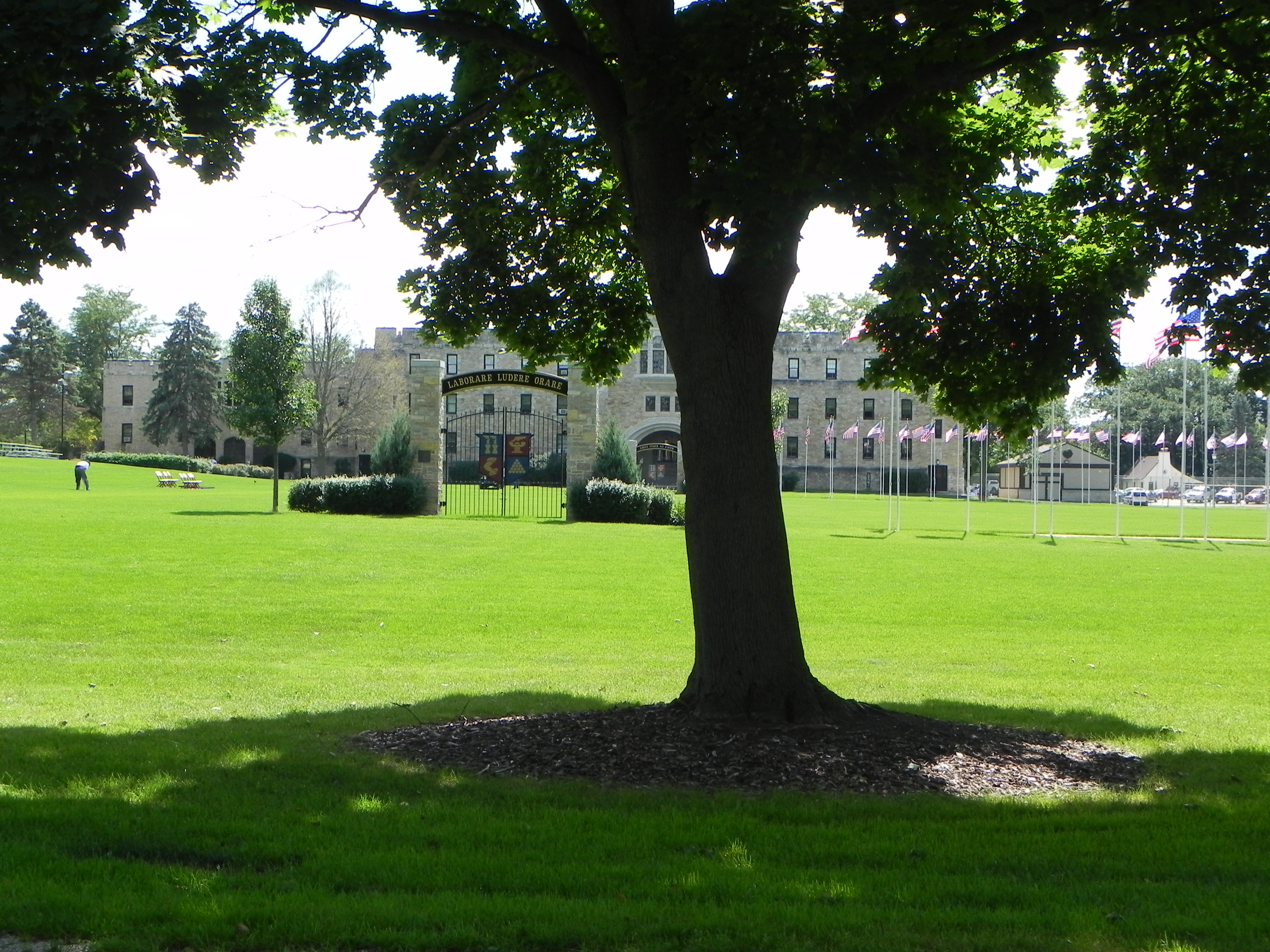
Die St. John’s Military Academy diente als Drehort für die Kadettenanstalt

Die Dreharbeiten unter Wilders Regie fanden hauptsächlich in den Paramount-Filmstudios statt. Gleichzeitig machte eine Second-Unit-Filmcrew unter Regie von Charles C. Coleman Außenaufnahmen an der St. John’s Military Academy in Delafield, Wisconsin, diese wurden im Film für die Kadettenanstalt verwendet. Das Budget des Filmes lag bei 928.000 US-Dollar, eine durchschnittliche Summe für einen A-Film – wobei Wilder, obwohl er zusätzlich Regie führte, mit 27.000 US-Dollar nicht mehr Gehalt als sein Schreibpartner Brackett erhielt. Der Film wurde in Schwarzweiß und im Monoverfahren gedreht. Die Kostüme wurden von Edith Head entworfen, das Szenenbild kam von Roland Anderson und Hans Dreier, Ernest Laszlo fungierte als Kameraoperateur.
Zwar hatte Wilder bereits bei dem französischen Film Mauvaise graine im Jahre 1934 Regie geführt, doch hatte er keinerlei Erfahrungen mit der Filmtechnik in Hollywood und Mauvaise graine war nur eine übersichtliche Billigproduktion gewesen. Am Tage vorher ging er nervös zu Ernst Lubitsch und erklärte diesem, dass er sich morgen früh in „die Hosen scheißen“ würde – woraufhin Lubitsch antwortete: „Ich mache meinen 70. Film und scheiße mir jeden Tag in die Hosen“. Eine große Hilfe bei den Dreharbeiten wurde Wilder der befreundete Filmeditor Doane Harrison. In den folgenden 25 Jahren bis Der Glückspilz arbeiteten Harrison und Wilder regelmäßig zusammen. Zunächst war Harrison nur Filmeditor, später fungierte er ab Das verflixte 7. Jahr (1955) zugleich als Ko-Produzent von Wilders Filmen.
Die Dreharbeiten verliefen ohne größere Turbulenzen und am Ende überzog der Regienovize Wilder das angesetzte Budget des Filmes nur sehr leicht. Die Paramount zeigte sich mit dem Ergebnis zufrieden, was Wilder den Dreh weiterer Filme ermöglichte.

### Schauspieler
Ginger Rogers, die in der Rolle der Schein-Zwölfjährigen brillierte, war bei den Dreharbeiten schon 31 Jahre alt und zweimal geschieden. Ihre Mutter, die Autorin Lela E. Rogers (1891–1977), ist gegen Ende des Films als die Mutter von Susan zu sehen. Rogers hatte kurz zuvor für Fräulein Kitty den Oscar gewonnen und stand auf dem Höhepunkt ihrer Karriere, weshalb es nicht selbstverständlich war, dass sie mit einem Regie-Neuling wie Wilder zusammenarbeitete. Beide hatten aber mit Leland Hayward denselben Agenten, der die Zusammenarbeit vermittelte. Ginger Rogers bezeichnete Der Major und das Mädchen im Rückblick als einen ihrer Lieblingsfilme.

## Synchronisation
Die deutsche Synchronfassung entstand 1987 in München. Über die Stimme von Susan Applegate gibt es Unstimmigkeit zwischen der Deutschen Synchronkartei und der Deutschen Synchrondatenbank.
| Rolle              | Schauspieler    | Dt. Synchronstimme               |
| ------------------ | --------------- | -------------------------------- |
| Susan Applegate    | Ginger Rogers   | Ursula Wolff oder Heidi Treutler |
| Major Philip Kirby | Ray Milland     | Sigmar Solbach                   |
| Pamela Hill        | Rita Johnson    | Elisabeth von Molo               |
| Albert Osborne     | Robert Benchley | Mogens von Gadow                 |
| Türsteher          | Dell Henderson  | Walter Reichelt                  |

## Kritiken
Der Major und das Mädchen war bei seiner Veröffentlichung beliebt bei Kritikern und Publikum, was Billy Wilder den Weg für seine weitere Filmkarriere in Hollywood ebnete. Bis heute wird der Film zumeist mit positiven Kritiken bedacht. Bei dem Kritikerportal Rotten Tomatoes fallen beispielsweise alle 15 Filmkritiken für die Komödie positiv aus.
Bosley Crowther schrieb in der The New York Times vom 17. September 1942, Der Major und das Mädchen sei eine „charmante Comedy-Romanze“. Er nannte Wilder und Brackett anerkennend „schlaue Jungs“, da er sich wunderte, wie einige Szenen wie die zwischen Milland und Rogers vom Hays Office im Schlafwagen erlaubt worden seien. Ihr Drehbuch bestehe aus „geschickten Situationen und klugen Zeilen“, Crowther benennt beispielsweise die Szene, in welcher Milland eine attraktive Frau mit einer Lampe und den sie umschwirrenden Motten vergleiche. Crowther lobte das Schauspiel von Rogers und Milland, diese würden mit „Geist und Geschmack“ auftreten, sodass ihre möglicherweise riskanten Szenen nie seltsam, sondern überzeugend romantisch wirken würden. Auch die Nebendarsteller seien mit ihren „lebhaften Rollen“ überzeugend.
Der Filmdienst schreibt, Der Major und das Mädchen sei eine „unterhaltsame Komödie, die auf amüsante Weise verlogene Gesellschaftsmoral, Heuchelei und falsche Ehrbegriffe verspottet.“ Cinema notierte den Film als „Hübsche Fingerübung des Komödien-Meisters“ Wilder.

## Neuverfilmungen
1955 entstand unter Regie von Norman Taurog der Film Man ist niemals zu jung. Dabei wurden die Geschlechter vertauscht, der Rolle von Ginger Rogers entspricht im neuen Film die von Jerry Lewis. Diana Lynn, welche 1942 die jüngere Schwester von Pamela verkörpert hatte, spielte im Streifen von 1955 die Lehrerin einer Mädchenschule – das Analogon zum Major der Kadettenanstalt.
1999 wurde ein weiteres Remake mit Drew Barrymore und David Arquette in den Hauptrollen gedreht, das unter dem deutschen Titel Ungeküsst lief, allerdings in einer Schule anstatt einer Militärakademie spielt.